# Formele sector
De formele sector is het deel van de economie waarvan het verdiende geld gegeven wordt aan de belasting. Dit telt mee in het bnp.
De informele sector is het tegenovergestelde hiervan.